# وست هالیوود (کالیفرنیا)
وست هالیوود (به انگلیسی: West Hollywood) شهری در شهرستان لس‌آنجلس، کالیفرنیا است که در سرشماری سال ۲۰۱۰ میلادی، ۳۴۳۹۹ نفر جمعیت داشته‌است.